# Galisteu Fernandiz
Galisteu Fernandiz (fl. XIII secolo) è stato uno xograr possibilmente leonese, attivo alla fine del XIII secolo.
È autore di sei componimenti poetici: due cantigas de amor, pervenuteci incomplete e quattro cantigas de amigo, una delle quali dialogata e un'altra paralelística.   